# Progabide
Il progabide è una sostanza agonista altamente specifico del recettore per il GABA. L'agonismo si manifesta sia sui recettori GABAA che sui recettori GABAB. Si tratta di un profarmaco dell'acido gamma amino butirrico ed è dotato di attività antiepilettica ma non ha alcun effetto sulle funzioni neuroendocrine, al di fuori di un antagonismo verso l'aumento di prolattina indotto da neurolettici.  Il farmaco sembra privo di effetto negativo sulla memoria e sull'attività psicomotoria.

## Farmacocinetica
Dopo la somministrazione orale il farmaco è bene assorbito dal tratto gastrointestinale e subisce il metabolismo di primo passaggio. Il progabide ha una biodisponibilità di circa il 60%. Si caratterizza per un forte legame alle proteine plasmatiche (95%). I picchi di concentrazione plasmatica si ottengono a circa 1 e 6 ore dalla somministrazione, a seconda della forma farmaceutica. L'emivita del progabide è di 3-4 ore e quella del metabolita principale è di 8-10 ore. Il farmaco viene ampiamente metabolizzato per idrolisi del gruppo amidico al corrispondente acido carbossilico, che è ancora biologicamente attivo. L'eliminazione avviene prevalentemente per via renale. I metaboliti liberi e coniugati riscontrabili nelle urine vi impartiscono una colorazione gialla.
Il progabide penetra rapidamente nel sistema nervoso centrale (SNC) raggiungendo livelli plasmatici doppi rispetto a quelli ematici. Il farmaco può essere riscontrato anche nel cordone ombelicale e nel latte materno, ma in concentrazioni inferiori rispetto a quelle ematiche della madre.

## Tossicità
La DL50 nel topo è di 900 mg/kg per via intraperitoneale

## Usi clinici
Il progabide, da solo o in associazione, è riservato ai soggetti affetti da epilessia resistente ad altri tipi di terapia.

Il farmaco trova quindi impiego nei seguenti tipi di epilessia: gli accessi generalizzati idiopatici come le crisi tonico-cloniche (grande male) o miocloniche, gli accessi generalizzati sintomatici, come la sindrome di West, la sindrome di Lennox-Gastaut e le epilessie miocloniche specifiche. È stato anche impiegato negli accessi parziali con crisi a sintomatologia semplice e/o complessa.
Il progabide è stato studiato per molte malattie oltre all'epilessia, con efficacia variabile. Fra queste si ricorda la malattia di Parkinson, la schizofrenia, la depressione clinica, i disturbi d'ansia, l'emiballismo, la sindrome delle gambe senza riposo, la spasticità, il tremore essenziale.

## Effetti collaterali ed indesiderati
Nei primi mesi di trattamento si possono manifestare disturbi epatici che talvolta progrediscono a ittero, encefalopatia, epatite e persino morte.
In alcuni soggetti possono comparire, specie all'inizio del trattamento, sonnolenza, problemi gastrointestinali, vertigini e astenia, che generalmente spariscono in 2-3 settimane. Quando il trattamento viene effettuato con dosi molto elevate possono verificarsi irritabilità ed eccitabilità.

## Controindicazioni
Il progabide è controindicato in soggetti affetti da epatopatie acute o croniche e durante l'allattamento. In gravidanza deve essere usato solo dopo aver attentamente valutato il rapporto rischio effetto/beneficio.

I pazienti dovrebbero essere sottoposti a regolare controllo della funzionalità epatica, particolarmente nei primi 6 mesi di terapia e comunque durante tutta la sua durata. Le dosi dovrebbero essere ridotte del 50% nei pazienti affetti da alterazioni della funzionalità renale.

## Dosi terapeutiche
Il farmaco viene somministrato per via orale. La dose iniziale è di 300 mg tre volte al giorno, da aumentare ad intervalli di 2-3 giorni fino a 25–35 mg/kg suddivise in 3-4 assunzioni. Nei bambini la dose iniziale è la medesima ma possono essere raggiunte dosi di mantenimento più elevate, corrispondenti a 35–45 mg/kg al giorno.

### Sovradosaggio
In caso di intossicazione acuta il quadro clinico può comprendere disturbi dello stato di vigilanza con o senza coma, stato di calma più o meno profonda, ipotonia muscolare, senza che siano coinvolte le funzioni cardiaca e respiratoria. Nei soggetti intossicati è consigliabile procedere alla lavanda gastrica ed instaurare le normali procedure di supporto.

## Interazioni
Il progabide può indurre aumento delle concentrazioni plasmatiche di fenitoina e fenobarbital.